# Light still and moving
Light still and moving est une œuvre de musique de chambre pour flûte et kantele de la compositrice Kaija Saariaho écrite en 2016.

## Contexte et création
Light still and moving est écrite en 2016. Elle est créée à la Maison de la Radio et de la Musique à Paris. Elle est reprise ensuite le 17 septembre 2022 lors du Festival Présences par Camilla Hoitenga à la flûte et Eija Kankaanranta (fi) au kantele.